# 17.º distrito electoral de Chile
El decimoséptimo distrito electoral de Chile es un distrito electoral ubicado en la Región del Maule que elige siete diputados para la Cámara de Diputados de Chile. Fue creado en 2018 a partir de los antiguos trigesimosexto, trigesimoséptimo, y trigesimoctavo distritos. Según el censo de 2017, posee 701 649 habitantes.

## Composición
El distrito está compuesto por las siguientes comunas:
| - Curicó - Hualañé - Licantén - Molina - Rauco - Romeral - Sagrada Familia - Teno - Vichuquén - Constitución | - Curepto - Empedrado - Maule - Pelarco - Pencahue - Río Claro - San Clemente - San Rafael - Talca |  |

## Representación
| 4 | 1 | 1 | 1 |

| 3 | 1 | 1 | 1 | 1 |

### Diputados
| Pactos y partidos políticos |
| --- |
| Chile Vamos La Fuerza de la Mayoría Convergencia Democrática Frente Amplio Chile Podemos + Partido Republicano Independientes Unidos Nuevo Pacto Social Apruebo Dignidad |

| Periodo | Diputado | Diputado                        | Diputado | Diputado            | Diputado            | Diputado | Diputado               | Diputado           | Diputado | Diputado | Diputado          | Diputado | Diputado                  | Diputado              | Diputado                 | Diputado | Diputado              | Diputado | Diputado                        | Diputado               | Diputado | Mandato                                 |
| ------- | -------- | ------------------------------- | -------- | ------------------- | ------------------- | -------- | ---------------------- | ------------------ | -------- | -------- | ----------------- | -------- | ------------------------- | --------------------- | ------------------------ | -------- | --------------------- | -------- | ------------------------------- | ---------------------- | -------- | --------------------------------------- |
| LV      |          | Pedro Álvarez-Salamanca Ramírez |          |                     | Celso Morales Muñoz |          |                        | Pablo Prieto Lorca |          |          | Hugo Rey Martínez |          |                           | Alexis Sepúlveda Soto |                          |          | Pablo Lorenzini Basso |          |                                 | Florcita Alarcón Rojas |          | 11 de marzo de 2018-11 de marzo de 2022 |
| LVI     |          | Felipe Donoso Castro            |          | Jorge Guzmán Zepeda |                     |          | Benjamín Moreno Bascur |                    |          |          | Hugo Rey Martínez |          | Francisco Pulgar Castillo | Alexis Sepúlveda Soto | Logo_Partido_de_la_Gente |          | Mercedes Bulnes Núñez |          | 11 de marzo de 2022-En el cargo |                        |          |                                         |